# Las Infantas (Aranjuez)
Las Infantas es una unidad poblacional perteneciente al municipio de Aranjuez (Comunidad de Madrid), situada entre La Flamenca y Castillejo. Según el INE poseía en 2009 un total de 61 habitantes (39 varones y 22 mujeres). Al estar situada en el valle del Tajo, se encuentra a unos 480 metros sobre el nivel del mar, lo que convierten a esta zona en una de las más bajas de toda la Comunidad de Madrid.
Está comunicada tan solo por la carretera M-416, que atraviesa la localidad y que procede de Aranjuez. Desemboca a su vez en la carretera de Aranjuez a Toledo de la margen norte del río Tajo. Cuenta además con una estación de ferrocarril, hoy en desuso.
El entorno de Las Infantas es muy fértil, gracias al Tajo, que pasa a apenas 1,5 km. Existe también un pequeño arroyo llamado de la Cavina.